# San Bernardino (Suchitepéquez)
San Bernardino é um município da Guatemala do departamento de Suchitepéquez.